# De Goër de Herve

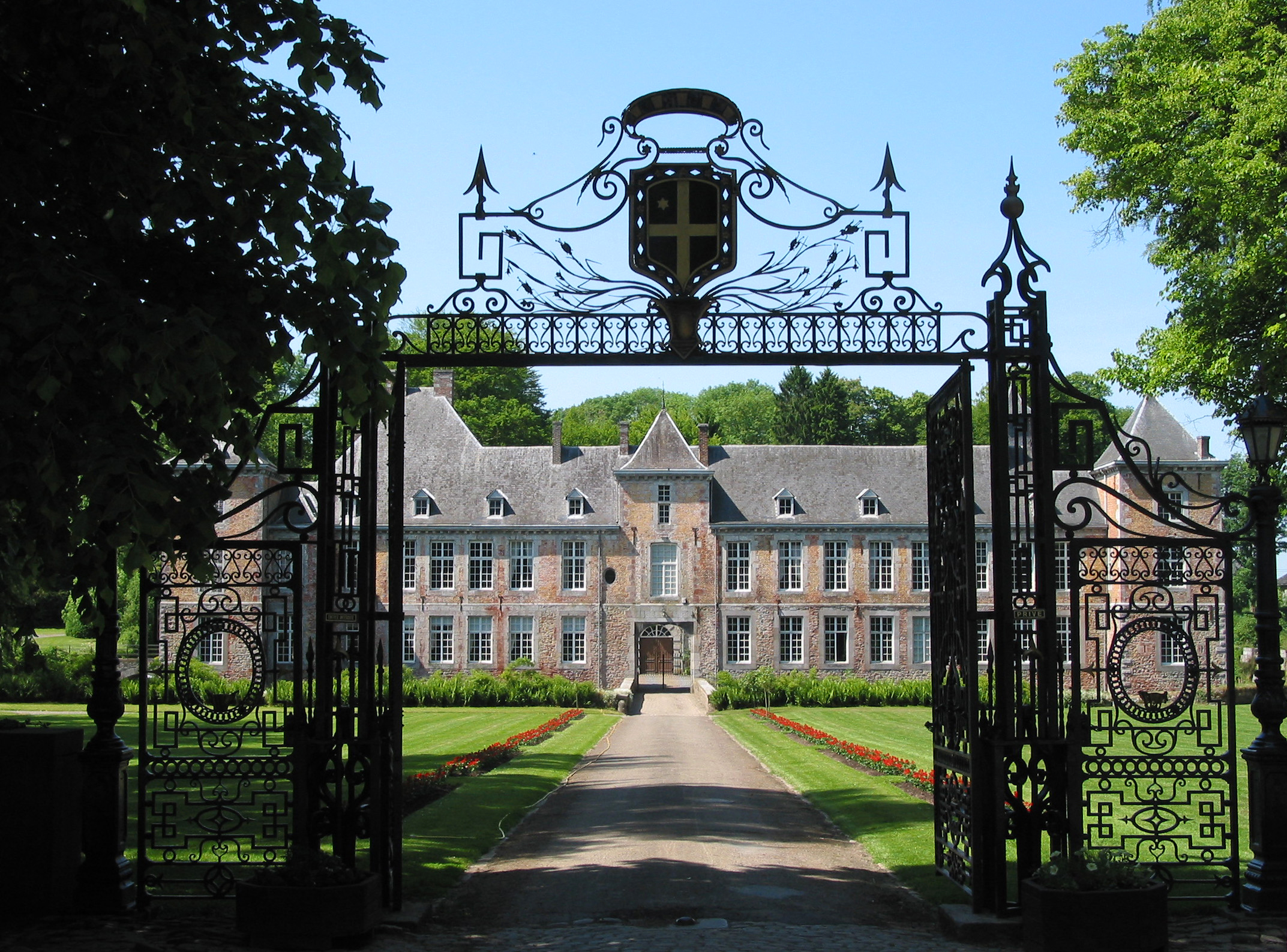
Kasteel van Haltinne, gedurende verschillende generaties (van 1690 tot 1814) eigendom van de familie de Goër de Herve

De Goër de Herve is een van oorsprong Luiks geslacht waarvan leden sinds 1816 tot de adel van het Verenigd Koninkrijk der Nederlanden behoorden, maar die in 1901 uitstierf.

## Geschiedenis
De stamreeks begint met Jacoppe de Golheit die in 1525 vermeld wordt als vader van Jacques (Jacob) de Goër, schepen en burgemeester van Luik in respectievelijk 1571 en 1573. 
Bij diploma van keizer Leopold I van 2 mei 1690 werd een nazaat, Jacques-Remy de Goër de Herve (†1733), heer van Haltinne en Strud, in 1681 getrouwd met Isabelle Gertrude de Méan (†1724), verheven tot ridder van het Heilige Roomse Rijk, in 1719 gevolgd door zijn verheffing tot baron, overdraagbaar op alle afstammelingen. Hij was een zoon van Bertrand de Goër de Herve (†1690) en Ida de Cheratte (†1688).

## Louis-Philippe de Goër de Herve
Louis Philippe Marie Joseph de Goër de Herve (Luik, 23 oktober 1765 - Maastricht, 9 september 1857) was een zoon van baron Jean-Louis de Goër de Herve (1731-1776) en van Marie-Jeanne de Gilman (1734-1791). Jean-Louis was lid van de Tweede stand van Luxemburg, was 'maître de forges', heer van Forêt en Prayon. Hij trouwde in 1790 in Arras met Marie-Clotilde de Mailly Couronnel (1758-1839) en ze kregen zes kinderen.
Bij KB van 5 maart 1816 werd hij benoemd in de Ridderschap van de provincie Luik en erkend in de erfelijke adel met de titel baron, overdraagbaar op alle afstammelingen.
Louis-Philippe de Goër was eveneens 'maître de forges'. Onder het ancien régime was hij heer van Forêt en Prayon. In de Franse tijd was hij lid van de departementsraad voor het departement Ourthe en werd hij burgemeester van Forêt. Tijdens het Verenigd Koninkrijk der Nederlanden werd hij achtereenvolgens lid van de Tweede Kamer en van de Eerste Kamer.
Het echtpaar had zes kinderen van wie er maar een paar nazaten hadden. In 1901 waren alle naamdragers overleden.

## Charles-Ferdinand de Goër de Herve
Charles Ferdinand Victor de Goër de Herve (Luik, 11 november 1761 - 4 maart 1847) was een broer van de voorgaande. Hij promoveerde tot licentiaat in de rechten. Hij trouwde in 1787 met zijn nicht Marie-Anne de Goër de Herve (1764-1834), dochter van Georges de Goër de Herve, burgemeester van Luik.
Bij KB van 15 augustus 1822 werd hij erkend in de erfelijke adel met de titel van baron, overdraagbaar op alle afstammelingen. 
Het echtpaar had vijf kinderen, maar in de volgende generatie waren er geen nazaten meer. Deze familietak doofde uit in 1853, bij de dood van Jean-François de Goër de Herve.

## Leopold de Goër de Herve
Léopold Marie de Goër de Herve (Luik, 26 september 1767 - Lesve, 7 januari 1847), broer van de voorgaanden, was voor de revoluties kanunnik in het kapittel van de kathedraal Saint-Lambert. Hij werd vervolgens 'maître de forges'. In de Franse tijd werd hij sous-préfet in Saint-Hubert en maire van Resteigne. Onder het Verenigd Koninkrijk der Nederlanden was hij burgemeester van Lesve.
Hij trouwde in 1800 met Louise d'Hoffschmidt (1775-1842) en ze kregen drie dochters. 
In 1816 werd hij erkend in de erfelijke adel met benoeming in de Ridderschap van de provincie Luxemburg. In 1822 verzaakte hij aan deze benoeming, om drie maanden later opnieuw erkenning van erfelijke adel te verkrijgen, met de titel baron, overdraagbaar op alle afstammelingen. Met de dood van Léopold doofde deze familietak uit in 1847.
Er bestaat tot heden een familie de Goër de Herve in Frankrijk, afstammelingen van de Luikenaar Jacques-Thomas de Goër de Herve, die in 1697 tot ridder van het Heilige Roomse Rijk werd verheven.